# Цинь Цзивэй
Цинь Цзивэ́й (кит. упр. 秦基伟, пиньинь Qín Jīwěi, 16 ноября 1914, Хуанъань — 2 февраля 1997, Пекин) — военный и государственный деятель КНР, член Политбюро ЦК КПК 13-го созыва (кандидат в члены 12-го созыва, член ЦК с 10-го созыва), генерал-полковник (1988), министр обороны КНР в 1988—1993 годах.

## Биография
Цинь Цзивэй родился в бедной крестьянской семье в уезде Хуанъань, провинция Хубэй, в ноябре 1914 года.
Цинь Цзивэй присоединился к партизанскому отряду после неудачного восстания 1927 года в провинции Хунань и провел свои первые годы в армии под командованием Сюй Хайдуна и Сюй Сянцяня, вместе с будущими генералами Чэнь Цзайдао и Сюй Шию. В составе китайской Красной армии принял участие в Великом походе. В конце похода, в 1936 году, конница клики Ма уничтожила колонну Чжан Готао, отделившуюся от основных сил китайских коммунистов во время Великого похода. Подразделение Сюй Сянцяня (в котором служили Цинь Цзивэй, Чэнь Силянь и Ли Сяньнянь) было разгромлено, Цинь Цзивэй и будущий генеральный секретарь КПК Ху Яобан вместе с тысячами других солдат попали в плен и пробыли там около года, после чего сумели бежать.
Цинь Цзивэй участвовал также в китайско-японской войне, в конце этой войны был начальником штаба Тайханьского военного округа; также участвовал в гражданской войне, в 1949 году командовал 15-м авиационным корпусом 4-й армии.
Цинь Цзивэй получил известность во время корейской войны, командуя 15-м корпусом в осеннем наступлении войск ООН 1952 года, который рассматривается китайцами как одно из решающих сражений войны.
После реорганизации НОАК 1954 года было создано 13 военных округов, Цинь Цзивэй был назначен заместителем командующего Кунминьским военным округом. В 1955 году ему присвоено звание генерал-лейтенанта. Был членом Национального совета обороны КНР (1965—1975), командующим Куньминским (1960—1967) и Сычуаньским (1973—1976) военными округами. В 1975 году Цинь Цзивэй был назначен политическим комиссаром Пекинского военного округа, а в 1980—1987 — командующим округом.
Цинь Цзивэй был членом ЦК КПК 10, 11, 12 и 13-го созывов. В 1987 году избран членом Политбюро ЦК КПК, в июне 1988 года назначен министром обороны КНР.
Во время событий 1989 года на площади Тяньаньмэнь, Цинь Цзивэй первоначально был против использования силы против демонстрантов. 17 мая 1989 года Цинь Цзивэй, как министр обороны и член политбюро ЦК КПК, принял участие в совещании в доме председателя Центрального военного совета КНР (фактически — высшего руководителя страны) Дэн Сяопина, где получил распоряжение действовать против демонстрантов на площади Тяньаньмэнь по законам военного положения. Цинь отказался сделать это немедленно, сославшись на необходимость получить одобрение партии. После встречи, Цинь Цзивэй позвонил генеральному секретарю КПК Чжао Цзыяну, надеясь, что Чжао отменит применение силы. Цинь Цзивэй ждал ответа Чжао до 4 утра 18 мая, но ответа не последовало. 20 мая в Пекине было введено военное положение, а к 4 июня толпы протестующих были удалены с площади путём войсковой операции, сопровождавшейся многочисленными жертвами. Цинь Цзивэй впоследствии поддержал проведение этой операции, но утратил авторитет и вскоре был смещён с поста министра обороны.
К моменту смерти в феврале 1997 года его единственная официальная должность была — заместитель председателя Всекитайского собрания народных представителей.